# Giada Perissinotto
Giada Perissinotto (Roma, 5 gennaio 1973) è una fumettista italiana.
A partire dal 2001 collabora con la Disney Italia disegnando singole illustrazioni  e, dal 2002, anche storie complete  per la rivista W.I.T.C.H. Sempre per la Disney Italia ha disegnato storie a fumetti di Paperino Paperotto pubblicate sulla rivista Topolino e alcuni albi della rivista PK - Pikappa, ha partecipato a numerosi progetti all'interno dell'accademia Disney come per esempio Fairies e disegnato graphic novels tra cui Il libro della giungla 2 e Oceania.
Dal 2007 ha realizzato insieme a Bruno Enna il fumetto Angel's Friends curandone la parte grafica, edito dalla casa editrice Play Press. 
Nel luglio 2017 ha disegnato, per le sceneggiature di Bruno Enna, una nuova storia con protagonisti Paperino e Reginella, a 45 anni dalla prima storia con protagonista la dolce papera aliena, intitolata Paperino e la regina fuori tempo e divisa in tre capitoli. Inoltre lavora attualmente anche per Disney America realizzando libri illustrati e graphic novels, nonché per Mattel e per Giunti Editore. Ha recentemente realizzato in collaborazione con Giunti e Repubblica tutte le copertine la collana Scoprire l'arte Disney e il calendario Disney 2018.
Ha una relazione con il collega Lorenzo Pastrovicchio.